# جون لوت
جون ريتشارد لوت جونيور (بالإنجليزية: John Lott) هو خبير اقتصادي أمريكي ومعلق سياسي، ومؤيد لحقوق امتلاك السلاح. عمل لوت سابقًا في العديد من المؤسسات الأكاديمية، بما في ذلك جامعة شيكاغو وجامعة ييل وكلية وارتون لإدارة الأعمال وجامعة ميريلاند (كوليج بارك) وفريق المعهد الأمريكي المحافظ لأبحاث السياسة العامة.
كان مساهمًا في فوكس نيوز وصحيفة ذا هل اعتبارًا من عام 2017، وشغل منصب رئيس مركز أبحاث منع الجريمة، وهو عبارة عن مؤسسة غير ربحية أسسها في عام 2013. يحمل لوت شهادة دكتوراه في الاقتصاد من جامعة كاليفورنيا. كتب لكل من المنشورات الأكاديمية والشعبية. وألف كتبًا مثل «مور غانز ولس كرايم» و«ذا بياس أغينست غانز» و«فريدومنوميكس». اشتهر بأنه مؤيد في النقاش حول حقوق امتلاك السلاح، لا سيما حججه ضد القيود المفروضة على امتلاك الأسلحة وحملها. أشارت نيوزويك إلى لوت باسم «الأب الروحي لمؤيدي حمل السلاح».

## حياته المهنية الأكاديمية
درس جون لوت الاقتصاد في جامعة كاليفورنيا في لوس أنجلوس، وحصل على درجة البكالوريوس في الآداب عام 1980، والماجستير في عام 1982، والدكتوراه في الفلسفة عام 1984. شغل لوت أيضًا مناصب في القانون والاقتصاد في العديد من المؤسسات، بما في ذلك كلية ييل للحقوق ومعهد هوفر وجامعة كاليفورنيا في لوس أنجلوس وكلية وارتون لإدارة الأعمال وجامعة تكساس إيه آند إم، وجامعة رايس.
كان لوت كبير الخبراء الاقتصاديين في لجنة إصدار الأحكام في الولايات المتحدة (1988 - 1989). أمضى خمس سنوات كأستاذ زائر (1994 - 1995) وعضو (1995 - 1999) في جامعة شيكاغو. كان لوت باحثًا مقيمًا في المعهد الأمريكي لأبحاث السياسة العامة (2001 - 2006)، وقد غادره ليلتحق بجامعة بنغهامتون. كان لوت عالم أبحاث أقدم في جامعة ماريلاند في كوليج بارك حيث حاضر في القانون والاقتصاد.

## الصحافة الشعبية ووسائل الإعلام الإلكترونية
نُشرت مقالات لوت في مواقع مثل وول ستريت جورنال ونيويورك تايمز ولوس أنجلوس تايمز ويو إس إيه توداي وشيكاغو تريبيون. بل وكان محرر عمود في فوكس نيوز منذ عام 2008 بشكل أسبوعي في بداية عمله.

### الأسلحة المخبأة ومعدل الجريمة
جادل لوت عبر مقال كُتب في عام 1997 مع ديفيد ب. موستارد، وكُتب لوت اللاحقة مثل «مور غانز لس كرايم» و«ذا بياس أغينست غانز»، بأن السماح للبالغين بحمل أسلحة مخبأة يقلل بشكل كبير من حدوث الجريمة في أمريكا.
أثار عمل لوت الجدل على الفور، إذ حصل على كل من الدعم والمعارضة، فامتدح العديد من الأكاديميين منهجية لوت في العمل، بما في ذلك بروس بنسون، خبير الاقتصاد في جامعة ولاية فلوريدا، وجون مكجينيس، الأستاذ في كلية كاردوزو للحقوق، وكارليسل مودي، أستاذ في كلية وليام وماري، وويليام ف. شوجارت، أستاذ في جامعة مسيسيبي، وفلورنز بلاسمان، خبير الاقتصاد في جامعة بنغهامتون، وجون ويتلي، خبير الاقتصاد في جامعة أديليد.
أوضحت التقييمات الأخرى أن هناك مشاكل في نموذج لوت، وقد جادل ديفيد هيمنيواي في مجلة نيو إنغلاند جورنال أوف ميديسين بأن لوت فشل في حساب العديد من المتغيرات الرئيسية بما في ذلك قضية تعاطي المخدرات، وبالتالي فإن النموذج كان خاطئًا. قال كل من يان أيريس وجون ج. دونوهيو أن النموذج الذي استخدمه لوت يحتوي على أخطاء كبيرة في الترميز وتحيز مؤسسي.
أثار دانيال ويبستر وآخرون في المجلة الأمريكية للصحة العامة مخاوف بشأن أخطاء أخرى في الدراسة، مثل سوء الفهم للقوانين وتداخلية التنبؤ بالمؤشرات، التي قالوا إنها جعلت استنتاجات الدراسة «غير قابلة للتأييد».
اعتبر جاري كليك، عالم الجريمة في جامعة ولاية فلوريدا، أنه من غير المحتمل أن يفسر هذا التراجع الكبير في معدلات الجرائم العنيفة بزيادة متواضعة نسبيًا لحمل الأسلحة المُخبأة، وقال آخرون إن إزالة أجزاء من مجموعة المعطيات تسبب في استمرار ظهور نتائج ذات دلالة إحصائية فقط في عمليات الاعتداءات والسرقة المشددتين عندما تُسقط من العينة جميع المقاطعات التي يقل عدد سكانها عن 100.000 شخص ومقاطعات فلوريدا في وقت واحد.
أجرت الأكاديمية الوطنية للعلوم (NAS) لمجلس الأبحاث الوطني (NAC) في عام 2004 استعراضًا للأبحاث والمعطيات الحالية حول الأسلحة النارية والجريمة العنيفة، بما في ذلك دراسة لوت، وخلص إلى أنه «وفق الأدلة الحالية، لا يمكن تحديد وجود علاقة سببية بين إقرار قوانين الحق في حمل السلاح ومعدلات الجريمة».
درس تقرير المجلس النرويجي للاجئين أكثر من 100 نوع مختلف من مقترحات التحكم بحمل الأسلحة، ولم يتوصل إلى نتيجة بالنسبة لجميع الأنظمة، ودعت الأكاديمية الوطنية للعلوم إلى إجراء مزيدًا من البحث فقط.
بالإشارة إلى البحث الذي تم حول هذا الموضوع، ذكرت مجلة «تاريخ التعليم العالي» أن «أبحاث السيد لوت أقنعت نظرائه بنقطة واحدة على الأقل: لا يدعي الدراسين الآن أن إضفاء الشرعية لحمل الأسلحة المخفية يسبب زيادة كبيرة في معدل الجريمة».
صرح يان أيريس وجون ج. دونوهيو الثالث: «نستنتج أن لوت وموسترد قد ساهما مساهمة علمية مهمة تثبت أن هذه القوانين لم تؤد إلى حمام دم هائل من الموت والإصابات التي خشي البعض من خصومهم حدوثها. من ناحية أخرى، نجد أن الأدلة الإحصائية التي تفيد بأن هذه القوانين التي خفضت من عدد الجرائم هي قوانين محدودة ومشتتة وهشة للغاية».

### حق المرأة في التصويت وتطور الحكومة
درس لوت ولاري من خلال استخدام المعطيات المتوفرة من عام 1870 وحتى عام 1940 كيفية تغير نفقات وإيرادات حكومة الدولة في 48 ولاية بعد حصول النساء على حق التصويت، إذ تمكنت النساء من التصويت في 29 ولاية قبل حصولهن على حق التصويت واعتماد التعديل التاسع عشر للدستور. ذكر لوت أن «حق المرأة في التصويت تزامن مع زيادات فورية في نفقات حكومة الدولة وإيراداتها، وفي أنماط تصويت أكثر ليبرالية للمثلين الفيدراليين، بل واستمرت هذه التأثيرات في النمو مع مرور الوقت بطريقة استفاد فيها عدد أكبر من النساء من حق التصويت هذا».

### الاستخدام الدفاعي الأسلحة
يقول لوت في كل من «مور غانز ولس كرايم» و«ذا بياس أغينست غانز» أن الاستخدام الدفاعي الأسلحة قليلًا ما يُبلغ عنه، مُشيرًا إلى أنه غالبًا ما تُناقش عمليات إطلاق النار التي تنتهي بالقتلى فقط في القصص الإخبارية.

## وصلات خارجية
- جون لوت على موقع إن إن دي بي (الإنجليزية)